# B. Traven
B. Traven (datas incertas, possivelmente 1882-1969) é o pseudônimo principal de um dos autores mais enigmáticos da literatura moderna, conhecido especialmente pelo romance O Tesouro de Sierra Madre, adaptado para o cinema por John Huston e protagonizado por Humphrey Bogart, em 1948. 
Sua obra, com tendências anti-capitalistas e pró-anarquistas, apresenta com frequência uma visão de mundo árida e violenta.
De provável origem alemã, exilou-se em 1924 no interior do México, onde escreveu suas primeiras novelas.
Conseguiu manter a identidade em segredo por toda sua vida, apesar de sua produção literária ter sido traduzida para inúmeras línguas, ultrapassando todas as barreiras do anonimato.

## Obra
- As colheitadeiras de algodão (1927, renomeado de The Wobbly) ISBN 1-56663-075-4
- The Treasure of the Sierra Madre - ISBN 0-8090-0160-8 / O Tesouro de Sierra Madre (1927, primeira pub. Inglês de 1935.) ISBN 0-8090-0160-8
- The Death Ship: the Story of an American Sailor (1926; first English pub. 1934) ISBN 1-55652-110-3 O Navio da Morte: a história de um marinheiro americano de 1926; (primeiro pub Inglês de 1934.) ISBN 1-55652-110-3
- The White Rose (1929; first full English publication 1979) ISBN 0-85031-370-8 A Rosa Branca (1929; primeiro Inglês publicação integral 1979) ISBN 0-85031-370-8
- The Night Visitor and Other Stories ISBN 1-56663-039-8 O Visitante Noturno e Outras Histórias ISBN 1-56663-039-8
- The Bridge in the Jungle (1929; first English pub. 1938) ISBN 1-56663-063-0 A Ponte na Selva (1929; pub Inglês primeiro de 1938.) ISBN 1-56663-063-0
- Land of Springtime (1928) – travel book – untranslated Terra da Primavera (1928) - livro de viagem - não traduzidas
- Aslan Norval (1960) ISBN 978-3257050165 – untranslated Aslan Norval (1960) ISBN 978-3257050165 - untranslated
- Stories By The Man Nobody Knows (1961)
- The Kidnapped Saint & other stories (1975) -
- The Creation of the Sun & the Moon (1968)